# 계기용 변성기
계기용 변성기(instrument transformer)는 전압 또는 전류 레벨을 분리하거나 변환하는 데 사용되는 고정밀 등급 전기 장치이다. 계기용 변성기의 가장 일반적인 용도는 계측기를 작동하거나 고전압 또는 고전류 회로에서 계측하여 고전압 또는 전류로부터 2차 제어 회로를 안전하게 분리하는 것이다. 변성기의 1차 권선은 고전압 또는 고전류 회로에 연결되고 미터 또는 계전기는 2차 회로에 연결된다.
계기용 변성기는 절연 트랜스로도 사용할 수 있으므로 연결된 다른 기본 장치에 영향을 주지 않고 위상 변이에 2차 수량을 사용할 수 있다.

## 같이 보기
- 계기용 변압기